# Musée d'anatomie Delmas-Orfila-Rouvière
Pour les articles homonymes, voir Delmas, Orfila et Rouvière.
Le musée d'anatomie Delmas-Orfila-Rouvière, connu principalement comme le musée Orfila, était le plus grand musée d'anatomie normale de France. Situé au 45 rue des Saints-Pères dans le 6e arrondissement de Paris, menacé par le plan de rénovation du bâtiment universitaire en l’an 2000, ses collections ont finalement dû quitter Paris et être cédées en 2011 par l'université Paris-Descartes à l'université de Montpellier pour rejoindre la collection exposée dans les locaux historiques de la faculté de médecine.

## Histoire

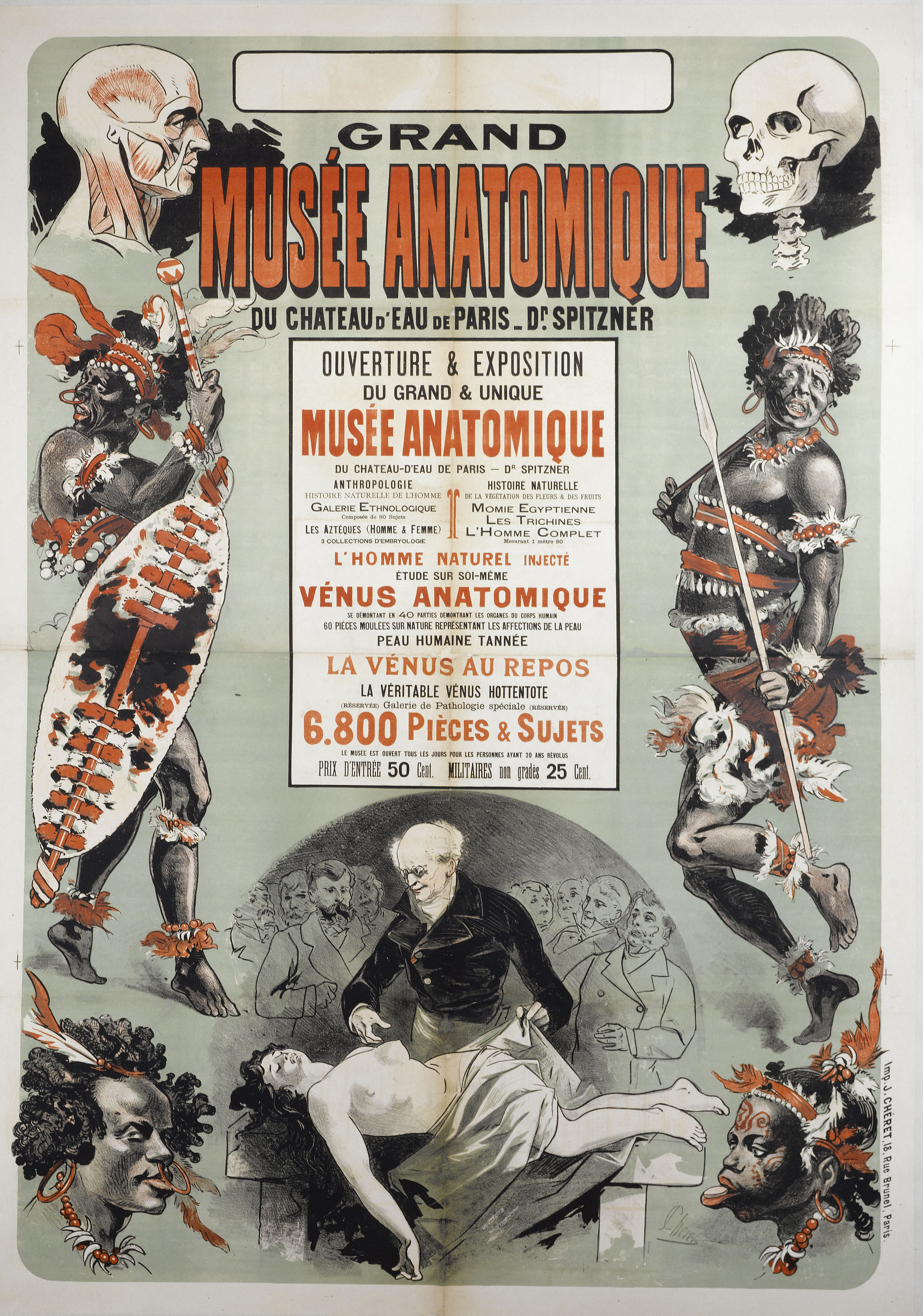
Grand Musée Anatomique du Château d'Eau de Paris du Docteur Spitzner dont les collections furent transférées au musée Orfila.

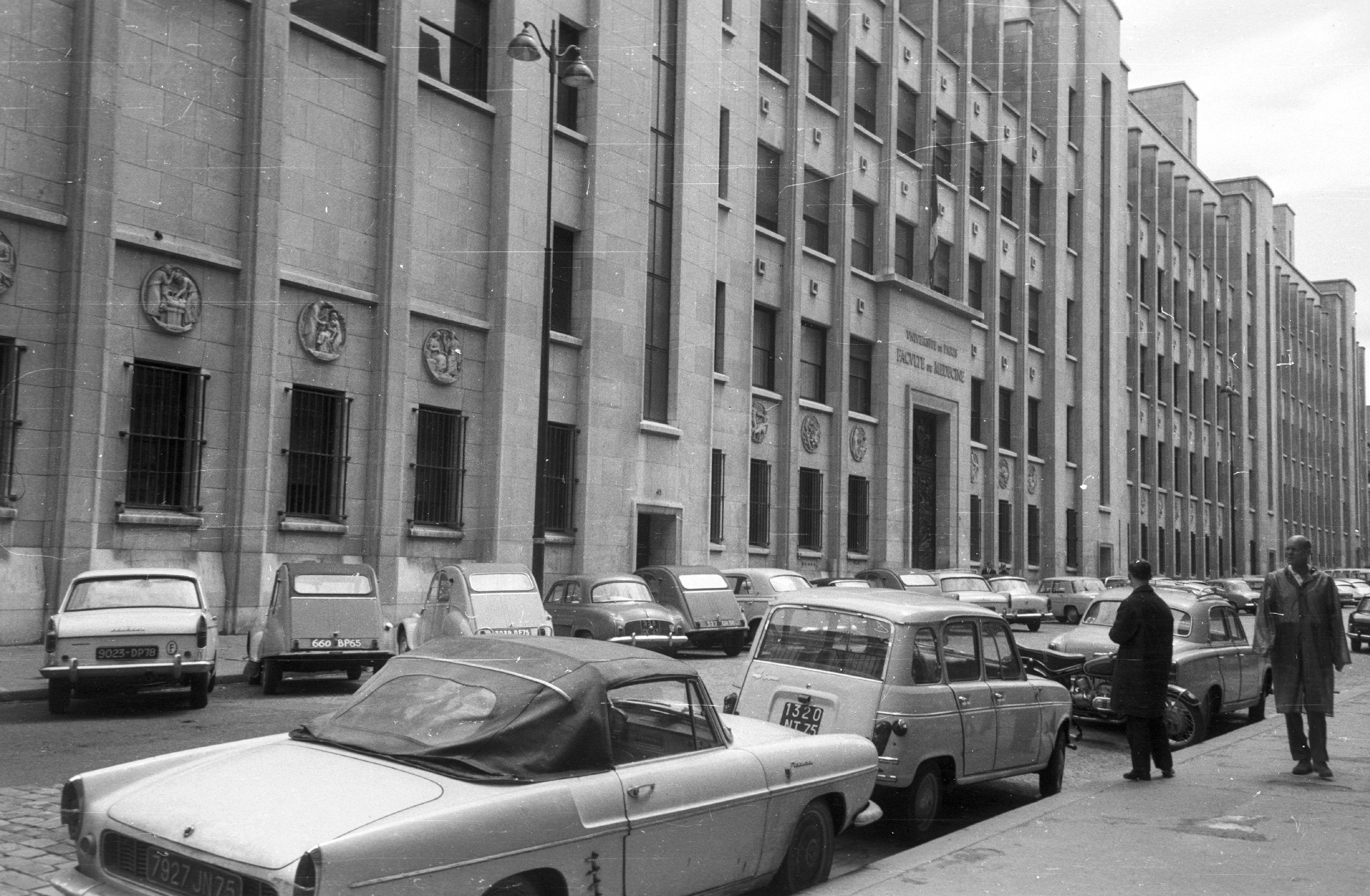
Faculté de Médecine de la rue des saints pères en 1964.

Le musée a été fondé à Paris en 1844 par Mathieu Orfila (1787-1853) en tant que musée d'anatomie de l'école de médecine. Situé à l'origine dans les locaux de la rue de l'École-de-Médecine, il a été connu depuis 1847 sous le nom de musée Orfila,. 
En 1953, André Delmas (1910-1999) transfère le musée au nouveau bâtiment de l'école de médecine, situé au 45 de la rue des Saints-Pères. 
Plus tard le musée changera son nom par l'adjonction au nom de son créateur, Mathieu Orfila, de ceux d'André Delmas et de Henri Rouvière.
Le musée Delmas-Orfila-Rouvière conservait également depuis 1997 la collection Spitzner, un célèbre ensemble de modèles anatomiques en cire datant du dix-neuvième siècle.